# Tököli Attila
Tököli Attila (Pécs, 1976. május 14. –) magyar labdarúgó, edző.

## Pályafutása
Alig múlt 17 éves, amikor a PMFC színeiben debütált az élvonalban. Első NB I-es gólját a Csepel ellen szerezte 1994-ben. A pécsi klub egy rövid időre kölcsönadta Beremendre, majd 1997-ben fél évet a Pécsi VSK-ban is eltöltött.
1997-ben Dunaújvárosba szerződött, ahol tagja volt a másodosztályból feljutó gárdának, majd 2000-ben már az élvonalban ünnepelhetett bajnoki címet csapatával. Újvárosi színekben az élvonal egyik leggólerősebb játékosa volt: 1999–2000-es és a 2001–2002-es szezonban a magyar bajnokság gólkirálya lett a Dunaferr SE színeiben, de a 2000-2001-es idényben is csak Kabát Péter lőtt több gólt nála.
Dunaújvárosból a Ferencvároshoz igazolt, ahol első évében Magyar Kupát nyert, a DVSC elleni finálét az ő duplájával fordították meg a zöld-fehérek. A ferencvárosiak az utolsó fordulóban lemaradtak a bajnoki címről, ezért néhány randalírozó megtámadta a játékosokat, köztük Tökölit is. A csatár távozni akart a klubtól, (a helyzet rendezéséig az akkori újonc Pécsi MFC-nél edzett) ám szeptemberben mégis a maradás mellett döntött, az idény végén pedig bajnokságot és kupát nyert a fővárosi klubbal.
A duplázást követően 1. FC Köln játékosa lett, ám Németországban nem kapott túl sok lehetőséget a sérülései miatt, majd rövid ideig Cipruson is futballozott. 2006-ban hazaigazolt a Ferencvárosba, ám ő sem tudott segíteni a csapatnak visszajutni az első osztályba.
Az élvonalba a Paks színeiben tért vissza, ahol gólerősen teljesített.  2010 nyarán 2+1 évre a Kecskeméti TE csapatához igazolt. Cserébe Montvai Tibor ment a Paksi SE-hez.
Kecskeméten vezérszerepet vállalt a gárda kupagyőzelméből, ám a nagy sikert követően kölcsönadták Zalaegerszegre. 2012-ben visszatért a Pakshoz, ahol két évvel később játszotta utolsó élvonalbeli meccsét. Negyvenhárom éves korában újrakezdte a karrierjét a megyei bajnokságban szereplő Kiskunfélegyháza színeiben.
A magyar válogatottban 2000-ben debütált, első gólját Németország ellen szerezte egy évvel később. 2004-ig fontos játékos volt a nemzeti csapatban, ám, Lothar Matthäus kapitánysága alatt kegyvesztetté vált. Végül hét év szünet után, 2011-ben ölthette újra magára a címeres mezt.

## Edzőként
2020-tól 2021 szeptemberéig Preisinger Sándor mellett a Békéscsaba pályaedzője volt.

## Sikerei, díjai
Dunaferr SE
- Magyar bajnok: 1999-2000
- Bajnoki ezüstérmes: 2000-01
- Gólkirály: 1999-2000, 2001-02
- NB II bajnok: 1997-98

Ferencvárosi TC
- Magyar bajnok: 2003-04
- Bajnoki ezüstérmes: 2002-03
- Kupagyőztes: 2002-03, 2003-04

Paksi FC
- Ligakupa-döntős: 2009-10

Kecskeméti TE
- Kupagyőztes: 2010-11

## Statisztika

### Mérkőzései a válogatottban
| Magyarország | Magyarország        | Magyarország                       | Magyarország  | Magyarország | Magyarország  | Magyarország | Magyarország | Magyarország       |
| #            | Dátum               | Helyszín                           | Hazai         | Eredmény     | Vendég        | Kiírás       | Gólok        | Esemény            |
| ------------ | ------------------- | ---------------------------------- | ------------- | ------------ | ------------- | ------------ | ------------ | ------------------ |
| 1.           | 2000. március 29.   | Debrecen, Oláh Gábor utcai stadion | Magyarország  | 0 – 0        | Lengyelország | barátságos   | -            | 46'                |
| 2.           | 2000. augusztus 16. | Budapest, Népstadion               | Magyarország  | 1 – 1        | Ausztria      | barátságos   | -            | 70'                |
| 3.           | 2000. szeptember 3. | Budapest, Népstadion               | Magyarország  | 2 – 2        | Olaszország   | vb-selejtező | -            | 76'                |
| 4.           | 2001. augusztus 15. | Budapest, Népstadion               | Magyarország  | 2 – 5        | Németország   | barátságos   | 1            | 64'                |
| 5.           | 2001. szeptember 1. | Tbiliszi                           | Grúzia        | 3 – 1        | Magyarország  | vb-selejtező | -            | 62'                |
| 6.           | 2001. szeptember 5. | Budapest, Népstadion               | Magyarország  | 0 – 2        | Románia       | vb-selejtező | -            |                    |
| 7.           | 2001. október 6.    | Parma                              | Olaszország   | 1 – 0        | Magyarország  | vb-selejtező | -            | 78'                |
| 8.           | 2001. november 14.  | Budapest, Megyeri úti Stadion      | Magyarország  | 5 – 0        | Macedónia     | barátságos   | 1            | 57' (11-esből) 64' |
| 9.           | 2002. február 12.   | Lárnaka (CYP)                      | Magyarország  | 0 – 2        | Csehország    | barátságos   | -            | 46'                |
| 10.          | 2002. február 13.   | Limassol (CYP)                     | Magyarország  | 1 – 2        | Svájc         | barátságos   | -            | 62'                |
| 11.          | 2002. május 8.      | Pécs                               | Magyarország  | 0 – 2        | Horvátország  | barátságos   | -            | 60'                |
| 12.          | 2002. augusztus 21. | Budapest, Puskás Ferenc Stadion    | Magyarország  | 1 – 1        | Spanyolország | barátságos   | -            |                    |
| 13.          | 2002. szeptember 7. | Reykjavík                          | Izland        | 0 – 2        | Magyarország  | barátságos   | -            | 46'                |
| 14.          | 2002. október 12.   | Stockholm, Råsunda Stadion         | Svédország    | 1 – 1        | Magyarország  | Eb-selejtező | -            | 59'                |
| 15.          | 2002. október 16.   | Budapest, Megyeri úti Stadion      | Magyarország  | 3 – 0        | San Marino    | Eb-selejtező | -            |                    |
| 16.          | 2002. november 20.  | Budapest, Üllői úti Stadion        | Magyarország  | 1 – 1        | Moldova       | barátságos   | -            | 46'                |
| 17.          | 2003. február 12.   | Lárnaka (CYP)                      | Bulgária      | 1 – 0        | Magyarország  | barátságos   | -            |                    |
| 18.          | 2003. március 29.   | Chorzów                            | Lengyelország | 0 – 0        | Magyarország  | Eb-selejtező | -            | 80'                |
| 19.          | 2003. április 2.    | Budapest, Puskás Ferenc Stadion    | Magyarország  | 1 – 2        | Svédország    | Eb-selejtező | -            | 68'                |
| 20.          | 2003. április 30.   | Budapest, Megyeri úti Stadion      | Magyarország  | 5 – 1        | Luxemburg     | barátságos   | -            | 46'                |
| 21.          | 2004. február 19.   | Limassol (CYP)                     | Magyarország  | 2 – 1        | Lettország    | barátságos   | 1            | 73' 82'            |
| 22.          | 2004. február 21.   | Nicosia (CYP)                      | Magyarország  | 0 – 3        | Románia       | barátságos   | -            |                    |
| 23.          | 2011. február 9.    | Dubaj, al-Sabab Stadion (UAE)      | Azerbajdzsán  | 0 – 2        | Magyarország  | barátságos   | -            | a szünetben        |
| 24.          | 2011. március 29.   | Amszterdam, Amsterdam ArenA        | Hollandia     | 5 – 3        | Magyarország  | Eb-selejtező | -            | 73'                |
| 25.          | 2011. június 3.     | Luxembourg, Stade Josy Barthel     | Luxemburg     | 0 – 1        | Magyarország  | barátságos   | -            | a szünetben        |
|              | Összesen            |                                    |               | 25           | mérkőzés      |              | 3            | gól                |